# DFS 230

DFS 230

De DFS 230 was een Duits zweefvliegtuig dat tijdens de Tweede Wereldoorlog werd gebruikt door de Luftwaffe. Het werd voornamelijk ingezet voor transport.
In 1932 had de Rhön-Rossitten Gesellschaft een zweefvliegtuig ontworpen voor meteorologische onderzoek. Dit ontwerp werd overgenomen door de Deutsche Forschungsanstalt für Segelflug (DFS) en verder ontwikkeld door Hans Jacobs. Het zweefvliegtuig was gemaakt van zeildoek over een metalen frame. Voor de start waren er wielen bevestigd, maar eenmaal in de lucht vielen deze weg. Voor de landing was aan de onderzijde een slee aanwezig. In 1937 vloog testpilote Hanna Reitsch voor de eerste keer met een prototype die werd getrokken door een Junker 52. De versie die in productie kwam, had twee piloten, kon tien soldaten vervoeren of 1200 kilogram aan uitrusting of bommen meenemen.
Van de DFS 230 zijn een onbekend aantal exemplaren gemaakt in fabrieken in Duitsland en Tsjecho-Slowakije. De schattingen lopen uiteen van 1569 tot meer dan 2000.
Het werd onder andere gebruikt bij de inname van het Belgische Fort Eben-Emael in mei 1940, de Landing op Kreta, in Noord-Afrika en bij de bevrijding van Benito Mussolini uit Campo Imperatore in september 1943.
De DFS 230 was de inspiratiebron voor de Britse General Aircraft Hotspur.

## Varianten
- DFS 230 A-1 (eerste productiemodel)
- DFS 230 A-2 (als A1, maar met dubbele bediening)
- DFS 230 B-1 (remparachute toegevoegd; kon een MG 34 machinegeweer dragen)
- DFS 230 B-2 (als B1, maar met dubbele bediening)
- DFS 230 C-1 (later productiemodel, met remraketten in de neus)
- DFS 230 D-1 (C1 versie met verbeterd ontwerp remraketten; slecht 1 prototype: 230 V6)
- DFS 230 F-1 (grotere versie, met capaciteit voor 15 soldaten; slechts 1 prototype; 230 V7, DV+AV)